# Ехефрон
Ехефрон (грч. Ἐχέφρων) је име више личности из грчке митологије.

## Митологија
1. Један од Несторових синова.[1] Помињали су га Аполодор и Хомер у „Одисеји“.[2]
2. Према Паусанији, син Херакла и Псофиде, Промахов брат близанац. Обојица су били епонимни хероји града Псофиде.[2] Заправо, Ехефрон је променио име града Фегија и назвао га по својој мајци.[3]
3. Према Аполодору, један од тројанских принчева, Пријамових синова, чија мајка није наведена.[4]